# Blågårds Kirke
Blågårds Kirke er en tidligere kirke på Blågårds Plads i Københavns Kommune.
Kirken blev lukket 1. januar 2014 ved en gudstjeneste med deltagelse af Københavns biskop Peter Skov-Jakobsen.
Bygningen blev solgt til Koncertkirken på Blågårds Plads og benyttes til koncerter og andre kulturelle formål og fungerer altså ikke længere som kirke. Kirkelige handlinger i Blågårdens Sogn foretages fra Hellig Kors Kirke og Brorsons Kirke.
Bygningen er opført i 1925-1926 efter tegning af Andreas Clemmensen og Johan Nielsen.
Blågårds Kirke erstattede en midlertidig kirke fra 1905 af Martin Nyrop, bygget i kokolith (gips og kokosnøddeskaller).
I februar 2013 besluttede Københavns Stiftsråd at kirken skal indstilles til lukning. Menighedsrådet havde dog allerede i august 2012 besluttet, at bygningen skulle tages ud af brug og tilbageleveres til Kirkefondet, der som ejer skal beslutte den fremtidige brug.

## Kirkebygningen
Facaden mod Blågårds Plads fremstår i røde mursten, men bygningen bagved er af blandede gule og røde sten, med tag i røde tegl. Stilen er (ny-)gotisk.
- Bagsiden af bygningen.

## Interiør
De tre vinduer i apsisvæggen var oprindeligt bare fyldninger, først i 1993 blev de åbnet og Mogens Jørgensens mosaikvinduer installeret.
- Kirkerum
- Kirkeskib.

### Alter
Alteret er beklædt med fliser i Kähler Keramik. Krucifikset er fra 1954, udført af Claes Baumbach.
- Alter.

### Prædikestol
- Prædikestol.

### Døbefont
Døbefonten er af klæbersten i romansk stil.
- Døbefont.

### Orgel
Orgelet er fra 1926, og af Marcussen & Søn. Det har 20 stemmer og er restaureret i 1989 af Sv. E. Nielsen
- Orgel.

### Literatur
- Storbyens virkeliggjorte længsler ved Anne-Mette Gravgaard. Kirkerne i København og på Frederiksberg 1860-1940. Foreningen til Gamle Bygningers Bevaring 2001. ISBN 87-87546-18-3
- Årsskrift 2006 for Nørrebro Lokalhistoriske Forening og Arkiv: Rids af Blågårdskirkens tilblivelseshistorie af Svend Hovard. Side 18 ff.

## Eksterne kilder og henvisninger
- Blågårds Kirke hos KortTilKirken.dk
- Blågårds Kirke på danmarkskirker.natmus.dk (Danmarks Kirker, Nationalmuseet)

- Wikimedia Commons har flere filer relateret til Blågårds Kirke

55°41′13″N 12°33′28.2″Ø / 55.68694°N 12.557833°Ø